# Moss
Moss es una ciudad y municipio del condado de Østfold, Noruega. Tiene una población de 31 802 habitantes según el censo de 2015. Moss tiene una importante industria papelera y metalúrgica.

## Geografía
- Altitud: 25 m
- Latitud: 59º 26' 12" N
- Longitud: 010º 40' 09" E

Limita con los municipios de Vestby en el norte, Våler en el este y Rygge en el sur.